# Graphium levassori
Graphium levassori là một loài bướm thuộc họ Papilionidae. Nó là loài đặc hữu của Comoros.

## Hình ảnh

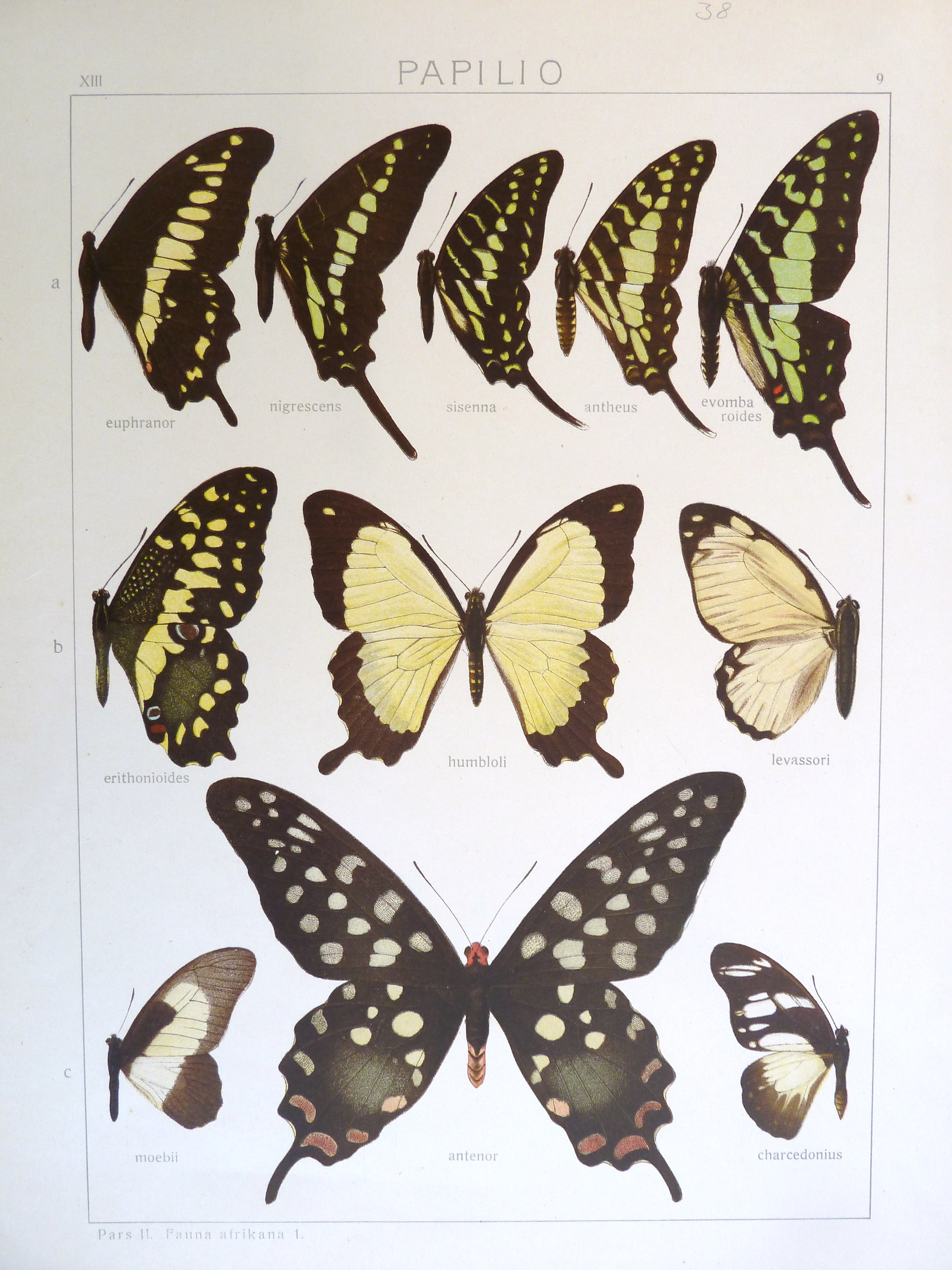